# Lewis Combs
Lewis Combs (Manchester Center, 7 aprile 1895 – Red Hook, 20 maggio 1996) è stato un militare statunitense, coideatore dei Seabees, il genio militare statunitense della United States Navy durante la seconda guerra mondiale.
Morì a 101 anni a Red Hook, nello stato di New York.